# Herleva

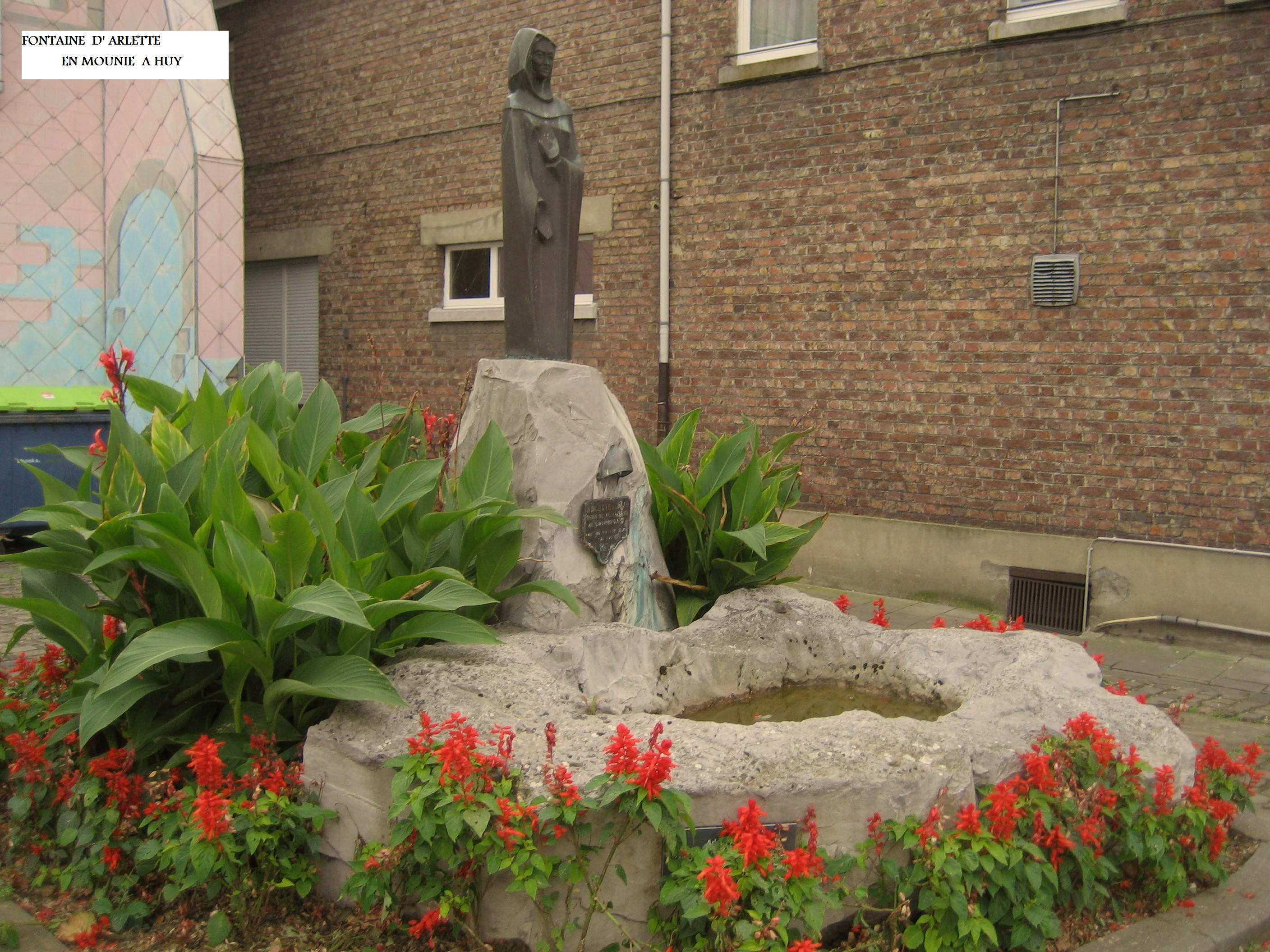
Standbeeld "Arlette van Hoei " in Hoei, België

Herleva of Arlette van Falaise (ca. 1015-1050) was de moeder van Willem de Veroveraar.

## Afkomst
Volgens de legenden zou Herleva de dochter zijn van een leerlooier. De legende is waarschijnlijk in de wereld gekomen na het beleg van Alençon in 1049. Hier zouden de verdedigers op de omwalling op dierenhuiden hebben geslagen en schreeuwden ze Willem de Veroveraar "huidenverkoper" toe, wat een toespeling zou zijn op zijn nederige afkomst. De grap is echter subtieler dan voorheen werd aangenomen. De vader van Herleva was begrafenisondernemer (of balsemer) en handelde ook in mensenhuiden. Daar zou deze actie naar hebben verwezen.
Over haar afkomst gaat er in Hoei een legende rond, volgens welke haar vader uit Florennes afkomstig zou zijn en haar moeder een gevluchte Schotse prinses was, genaamd Doda (of Donada), een dochter van de Schotse koning Malcolm II. Ze wordt in Hoei Arlette van Hoei genoemd en er is voor haar een standbeeld opgericht op En Mounie.

## Biografie
Robert de Duivel, hertog van Normandië, wilde haar als zijn minnares maar Herleva zou te trots zijn geweest voor een heimelijke verhouding. Ze eiste door Robert als een echtgenote te worden behandeld, zij hadden een niet-kerkelijk huwelijk "more Danico", volgens het gewoonterecht van de Vikingen. Uit hun verhouding werd Willem de Veroveraar geboren, en mogelijk ook een dochter Adelheid. Deze laatste was in ieder geval een dochter van hertog Robert, maar het is niet zeker of Herleva de moeder was. Herleva werd begraven in de abdij van Grestain.
In 1031 stond de hertog haar toe te trouwen met Herluinus van Conteville (ca. 1005 - 1066), bij wie zij de moeder werd van:
- Odo van Bayeux
- Robert van Mortain (overleden 8 december 1090). Gehuwd met Mathilde, dochter van Rogier II van Montgomery, in 1063 graaf van Mortain, 1066 deelnemer aan de verovering van Engeland, earl van Cornwall. Hij steunde de opstand van Odo in 1088 maar werd niet bestraft. Hij huwde een tweede maal met ene Almodis en werd begraven in de abdij van Grestain.
- een dochter, gehuwd met Willem van la Ferté-Macé.

Herluinus was burggraaf van Conteville en stichtte de abdij van Grestain. In zijn tweede huwelijk trouwde hij met Fredesindis. Zij hadden drie zoons.